# Denkmäler der Volksrepublik China (Jiangxi)
Die folgende Tabelle bietet eine Übersicht zu sämtlichen Denkmälern der Provinz Jiangxi (Abk. Gan), die auf der Denkmalliste der Volksrepublik China stehen:
| Name                                                                          | Beschluss | Kreis/Ort                 | siehe (auch) | Bild |
| ----------------------------------------------------------------------------- | --------- | ------------------------- | --- | ---- |
| "Ba-Yi" qiyi zhihuibu jiuzhi "八一"起义指挥部旧址                             | 1-13      | Nanchang shi 南昌市       | Stätte des Hauptquartiers der Rebellion vom 1. August 1927 (Gründungstag der Volksbefreiungsarmee) (Nanchang)           |      |
| Jinggang shan geming yizhi 井冈山革命遗址                                     | 1-17      | Jinggangshan shi 井冈山市 | Revolutionärer Stützpunkt im Jinggang-Gebirge (1927–29) (Jinggangshan)                                                  |      |
| Ruijin geming yizhi 瑞金革命遗址                                              | 1-20      | Ruijin shi 瑞金市         | Revolutionärer Stützpunkt in Ruijin (1931–34) (Ruijin)                                                                  |      |
| Anyuan lukuang gongren julebu jiuzhi 安源路矿工人俱乐部旧址                   | 2-4       | Pingxiang shi 萍乡市      | Stätte des Klubs der Eisenbahner und Bergmänner von Anyuan (Pingxiang)                                                  |      |
| Hutian gu ciyao zhi 湖田古瓷窑址                                              | 2-53      | Jingdezhen shi 景德镇市   | Ehemalige Hutian-Brennofen-Stätte (Jingdezhen)                                                                          |      |
| Ningdu qiyi zhikunbu jiuzhi 宁都起义指挥部旧址                                | 3-31      | Ningdu xian 宁都县        | Stätte des Hauptquartiers des Aufstandes von Ningdu (Kreis Ningdu)                                                      |      |
| Tongtian yan shiku 通天岩石窟                                                 | 3-52      | Ganzhou shi 赣州市        | Felshöhlen auf dem Tongtian-Fels (Ganzhou)                                                                              |      |
| Guanyin qiao 观音桥                                                           | 3-67      | Lushan shi 庐山市         | Guanyin-Brücke (Song-Dynastie) (Stadt Lushan)                                                                           |      |
| Bailu shuyuan 白鹿书院                                                        | 3-74      | Lushan shi 庐山市         | Akademie zur Weißen-Hirsch-Grotte (Stadt Lushan)                                                                        |      |
| Xiangjilong minzhai 祥集弄民宅                                                | 3-90      | Jingdezhen shi 景德镇市   | Bürgerhäuser in der Xiangji-Gasse (Jingdezhen)                                                                          |      |
| Shangrao jizhongying jiuzhi 上饶集中营旧址                                    | 3-162     | Shangrao shi 上饶市       | Stätte des Konzentrationslagers von Shangrao                                                                            |      |
| Wucheng yizhi 吴城遗址                                                        | 4-25      | Zhangshu shi 樟树市       | Wucheng-Stätte (Zhangshu)                                                                                               |      |
| Hongzhou yao yizhi 洪州窑遗址                                                 | 4-42      | Fengcheng shi 丰城市      | Stätte des Porzellanbrennofens von Hongzhou (Fengcheng)                                                                 |      |
| Ganzhou chengqiang 赣州城墙                                                   | 4-105     | Ganzhou shi 赣州市        | Alte Stadtmauer von Ganzhou                                                                                             |      |
| Lushan huiyi jiuzhi ji Lushan bieshu zhujian qun 庐山会议旧址及庐山别墅建筑群 | 4-219     | Jiujiang shi 九江市       | Stätte der Lushan-Konferenz und Villen von Lushan (Jiujiang)                                                            |      |
| Xiang-Gan sheng-wei jiguan jiuzhi 湘赣省委机关旧址                            | 4-234     | Yongxin xian 永新县       | Hunan-Jiangxi Provinzparteikomitee-Büro (1931–1934) (Kreis Yongxin)                                                     |      |
| Min-Zhe-Gan sheng-wei jiguan jiuzhi 闽浙赣省委机关旧址                        | 4-235     | Zhangshu shi 横峰县       | Fujian-Zhejiang-Jiangxi Provinzparteikomitee-Büro (1932–1934) (Kreis Zhangshu)                                          |      |
| Xianrendong, Diaotonghuan yizhi 仙人洞、吊桶环遗址                            | 5-54      | Wannian xian 万年县       | Archäologische Stätten Xianrendong und Diaotonghuan (zwischen Paläolithikum und Neolithikum, Kreis Wannian)             |      |
| Zhuweicheng yizhi 筑卫城遗址                                                  | 5-55      | Zhangshu shi 樟树市       | Zhuweicheng-Stätte (Zhangshu) (Neolithikum)                                                                             |      |
| Tongling tongkuang yizhi 铜岭铜矿遗址                                         | 5-56      | Ruichang shi 瑞昌市       | Stätte der alten Tongling-Kupfermine (Ruichang)                                                                         |      |
| Jizhou yao yizhi 吉州窑遗址                                                   | 5-57      | Ji'an xian 吉安县         | Stätte des Jizhou-Keramikbrennofens (Kreis Ji'an)                                                                       |      |
| Xianshui Yan yamuqun 仙水岩崖墓群                                             | 5-167     | Guixi shi 贵溪市          | Felsgräber des Xianshui Yan (Hängende Särge) (Guixi)                                                                    |      |
| Liukengcun gu jianzhuqun 流坑村古建筑群                                       | 5-334     | Le'an xian 乐安县         | Traditionelle Architektur des Dorfes Liukeng (Kreis Le’an)                                                              |      |
| Guanxi Yinwei, Yanyi wei 关西新围、燕翼围                                     | 5-335     | Longnan xian 龙南县       | Guanxi Yinwei, Yanyi wei (Hakka-Siedlungen) (Kreis Longnan)                                                             |      |
| Fanchengdui yizhi 樊城堆遗址                                                  | 6-99      | Zhangshu shi 樟树市       | Fanchengdui-Stätte (Zhangshu) (Fanchengdui-Kultur, spätes Neolithikum)                                                  |      |
| Niutouchengzhi 牛头城址                                                       | 6-100     | Xingan xian 新干县        | Niutoucheng-Stätte (Kreis Xingan) (Shang- bis Zhou-Zeit)                                                                |      |
| Baikou chengzhi 白口城址                                                      | 6-101     | Taihe xian 泰和县         | Stätte der Stadt Baikou (Kreis Taihe) (Han-Dynastie)                                                                    |      |
| Lidu shaojiu zuofang yizhi 李渡烧酒作坊遗址                                   | 6-102     | Jinxian xian 进贤县       | Stätte der alten Brauerei von Lidu (Mongolen-Dynastie) (Kreis Jinxian)                                                  |      |
| Yuyaochang yao zhi 御窑厂窑址                                                 | 6-103     | Jingdezhen shi 景德镇市   | Stätte des Yuyaochang-Brennofens (Jingdezhen)                                                                           |      |
| Zhu Shi mu 朱轼墓                                                             | 6-255     | Gao'an shi 高安市         | Grab des Zhu Shi (Gao’an)                                                                                               |      |
| Zhenru si talin 真如寺塔林                                                    | 6-601     | Yongxiu xian 永修县       | Pagodenwald des Zhenru-Tempels (Kreis Yongxiu)                                                                          |      |
| Dabao guangta 大宝光塔                                                        | 6-602     | Gan xian 赣县             | Dabao-Guangta-Pagode (Kreis Gan)                                                                                        |      |
| Ganzhou Fota 赣州佛塔                                                         | 6-603     | Ganzhou shi 赣州市        | Pagoden von Ganzhou |      |
| Mingshui qiao 鸣水桥                                                          | 6-604     | Zhangshu shi 樟树市       | Mingshui-Brücke (Zhangshu)                                                                                              |      |
| Qinghua caihong qiao 清华彩虹桥                                               | 6-605     | Wuyuan xian 婺源县        | Regenbogenbrücke von Qinghua (Südliche Song-Dynastie) (Kreis Wuyuan)                                                    |      |
| Yuanzhou qiaolou 袁州谯楼                                                     | 6-606     | Yichun shi 宜春市         | Yuanzhou-Trommelturm (Südliche Tang-Dynastie) (Yichun)                                                                  |      |
| Ehu shuyuan 鹅湖书院                                                          | 6-607     | Yanshan xian 铅山县       | Ehu-Akademie (Kreis Yanshan)                                                                                            |      |
| Wuyuan zongci 婺源宗祠                                                        | 6-608     | Wuyuan xian 婺源县        | Wuyuan Ahnentempel (der Familie Yu) (Kreis Wuyuan)                                                                      |      |
| Likeng cun minju 理坑村民居                                                   | 6-609     | Wuyuan xian 婺源县        | Häuser des Dorfes Likeng (Kreis Wuyuan)                                                                                 |      |
| Meiguan he gu yidao 梅关和古驿道                                              | 6-610     | Dayu xian 大余县          | Pflaumen-Pass und alte Poststraße (Kreis Dayu)                                                                          |      |
| Chenshi paifang 陈氏牌坊                                                      | 6-611     | Jinxian xian 进贤县       | Paifang der Familie Chen (Kreis Jinxian)                                                                                |      |
| Jingyunpu 青云谱                                                              | 6-612     | Nanchang shi 南昌市       | Jingyunpu (Nanchang) |      |
| Xiufeng moya 秀峰摩崖                                                         | 6-829     | Lushan shi 庐山市         | Xiufeng-Felsinschriften (Stadt Lushan)                                                                                  |      |
| Longgang qianbiao bei 泷冈阡表碑                                              | 6-830     | Yongfeng xian 永丰县      | Longgang-Grabstein-Inschrift (von Ouyang Xiu, Song-Dynastie) (Kreis Yongfeng)                                           |      |
| Dazhi Peng shi jiazu shike 大智彭氏家族石刻                                   | 6-831     | Anfu xian 安福县          | Steinschnitzereien des Peng-Clans in Dazhi (Kreis Anfu)                                                                 |      |
| Meifu yanghang jiuzhi 美孚洋行旧址                                            | 6-970     | Jiujiang shi 九江市       | Stätte der Standard Oil Company (Jiujiang)                                                                              |      |
| Xingguo geming jiuzhi 兴国革命旧址                                            | 6-971     | Xingguo xian 兴国县       | Revolutionäre Stätte von Xingguo (1929–1933) (Kreis Xingguo)                                                            |      |
| Luofang huiyi he Xingguo diaochahui jiuzhi 罗坊会议和兴国调查会旧址           | 6-972     | Xinyu shi 新余市          | Stätten der Luofang-Konferenz und der Xingguo-Untersuchung (1930, Mao Zedong) (Xinyu)                                   |      |
| Xiang E Gan geming genjudi jiuzhi 湘鄂赣革命根据地旧址                        | 6-973     | Wanzai xian 万载县        | Revolutionäres Stützpunktgebiet von Hubei-Hunan-Jiangxi (Kreis Wanzai)                                                  |      |
| Zhongyang hongjun changzheng chufadi jiuzhi 中央红军长征出发地旧址            | 6-974     | Yudu xian 于都县          | Stätte des Startpunkts der Zentralen Roten Armee (der Ersten Frontarmee der Roten Armee) zum Langen Marsch (Kreis Yudu) |      |
| Nanchang xinsijun junbu jiuzhi 南昌新四军军部旧址                             | 6-975     | Nanchang shi 南昌市       | Ehemaliges Hauptquartier der Neuen Vierten Armee (Nanchang)                                                             |      |